# Гвинт

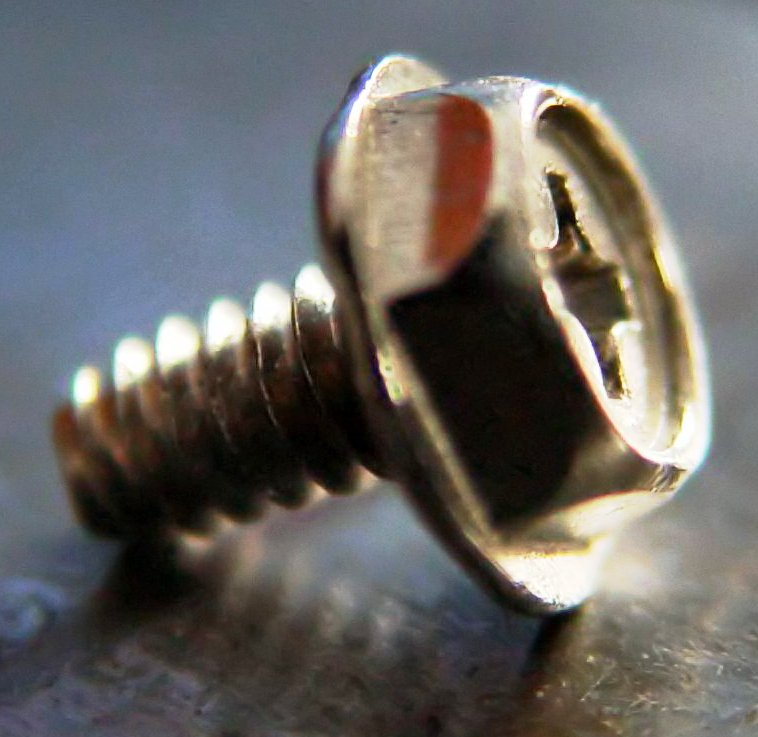
Комбінований гвинт з фланцем, шестигранною головкою та хрестовою головкою, що використовується в комп'ютерах

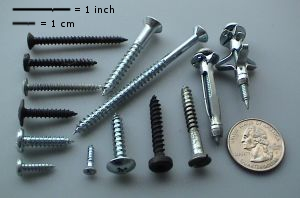
Гвинти бувають різної форми й виконують різні функції. Для порівняння поряд з ґвинтами американська 25-центова монета.

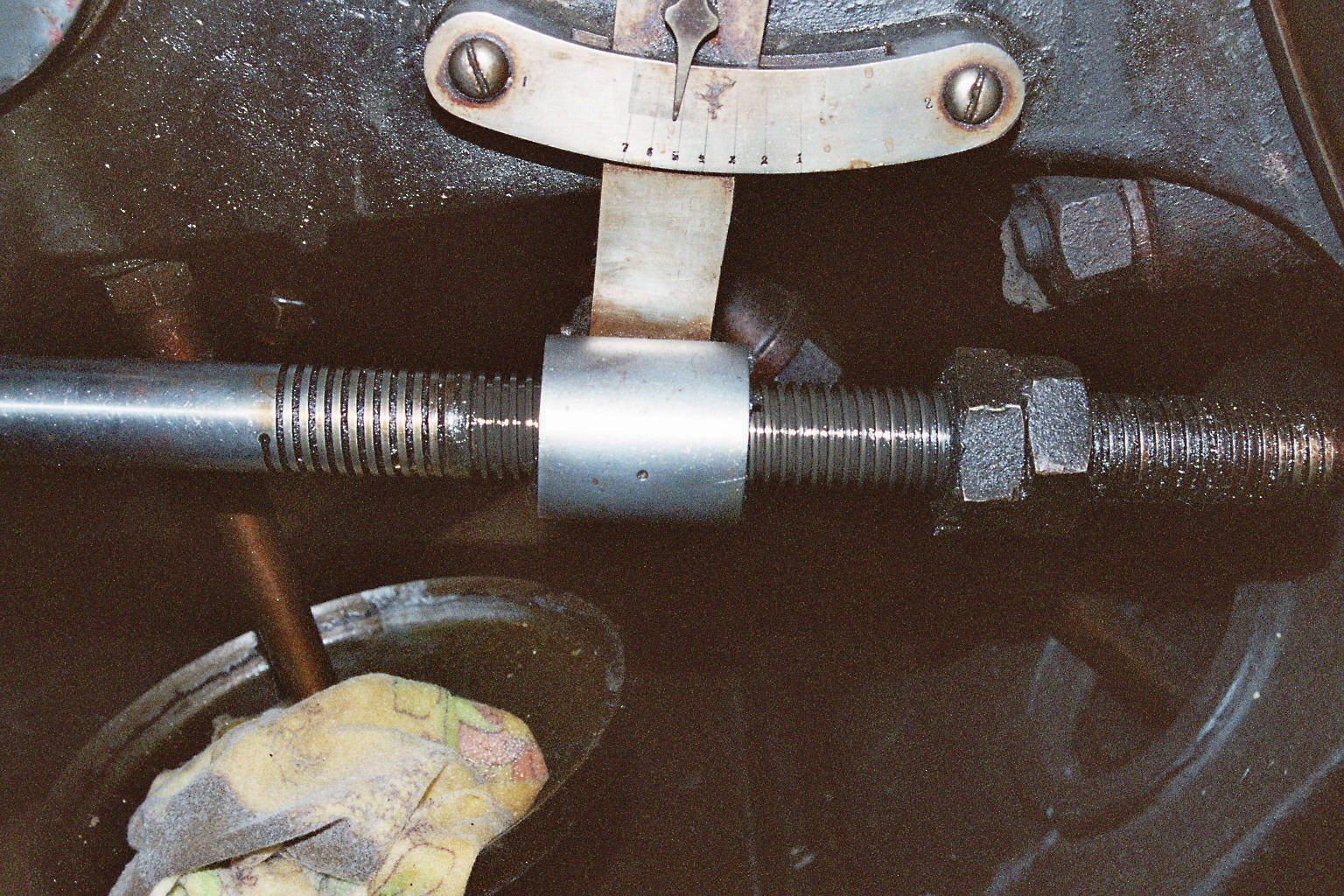
Гвинт ходовий

Гвинт, також ґвинт (від нім. Gewinde — «нарізка», «різьба», через пол. gwint), — деталь циліндричної, рідше конічної, форми з гвинтовою поверхнею або деталлю з гвинтовими лопатями. Його основне призначення — перетворювати обертальний рух на поступальний, і крутильний момент у лінійну силу або навпаки.
Більшість гвинтів затягуються обертанням за годинниковою стрілкою, що називається  правою різьбою.  Гвинти з лівою різьбою використовуються у виняткових випадках, наприклад, коли гвинт піддається піддається обертанню проти годинникової стрілки, що може призвести до ослаблення правостороннього гвинта. З цієї причини ліва педаль велосипеда має лівосторонню різьбу.
Гвинтовий механізм є однією з шести класичних простих машин, визначених вченими епохи Відродження.  
Елементом, що передає зусилля можуть бути різного роду головки, шліци в торці стрижня тощо. Гвинт призначений для утворення нарізевого з'єднання або фіксації. Шуруп — це різновид гвинта, який має конічне звуження на кінці і створює нарізи при вкручуванні.
Залежно від призначення існують:
- кріпильні гвинти (для роз'ємного з'єднання деталей);
- настановні гвинти (для взаємної фіксації деталей).

## Історія появи
Гвинтовий механізм був відомий ще у Стародавній Греції (як Архімедів гвинт). Пізніше його описав грецький математик Архіт Тарентський. У I столітті до н. е. дерев'яні гвинтові передачі вже широко застосовувалися в країнах Середземномор'я, в складі олійних і винних пресів. У Європі XV століття металеві гвинти як кріпильні вироби були дуже рідкісні, якщо взагалі були відомі.
Ручні викрутки (в оригіналі фр. tournevis ) з'явилися не пізніше 1580 року, хоча широке поширення вони одержали тільки з початком XIX століття. Спочатку гвинти були однією з численних різновидів кріплення в будівництві, і застосовувалися в столярному та ковальському ремеслах.
Широке поширення металевих гвинтів почалося після появи в 1760—1770 роках машин для їх масового потокового виготовлення. Розвиток цих машин спочатку йшов двома шляхами: промислове виготовлення гвинтів до дерев на одноцільовій машині, і дрібносерійне штампування потрібних гвинтів майстрами на напівручній машинці зі змінним оснащенням.

## Класифікація
Залежно від призначення існують:
- кріпильні гвинти (для роз'ємного з'єднання деталей);
- гвинти (для взаємної фіксації деталей).

### Кріпильні гвинти
Кріпильні гвинти  — основна деталь рознімного гвинтового з'єднання, має вигляд стрижня з наріззю (гвинтом) на одному кінці та голівкою на іншому. Кріпильний гвинт по металу та інших твердих матеріалах найчастіше має циліндричний гвинт трикутного профілю. Невідповідальні кріпильні гвинти малого діаметра (до 8 мм) виконуються самонарізними з конічною ділянкою різьблення неповного профілю на кінці. Такий гвинт при загвинчуванні у гладкий отвір видавлює (у м'яких металах) або нарізує (у пластмасах і твердих металах) гвинтову різьбу. Кріпильний гвинт для дерев'яних деталей, або шуруп (шруб), має на кінці конічну ділянку гвинта. Голівка гвинта призначена для притискання деталей, що сполучаються, і взаємодії з інструментом (викруткою, гайковим ключем) для прикладання обертального моменту. Поширені стандартні кріпильні гвинти з шестигранною, квадратною й іншими голівками.
Головка гвинта служить для притиснення з'єднуваних деталей і захоплення гвинта викруткою, гайковим ключем, імбусовим ключем або іншим інструментом. Набули поширення кріпильні гвинти з круглою, шестигранною, квадратною та іншими головками.
Різновид головки гвинта — секретка — застосовується для утруднення відкручування гвинта сторонніми. (Наприклад, гвинт з одним або двома отворами на головці (замість шліца), гвинти під Y-подібну викрутку і т. д. У СРСР на залізницях (кріплення колійних пристроїв, рейок) часто застосовувалися 5-гранні болти). Для автолюбителів продаються «секретки» для кріплення коліс автомобіля — всі вони, як правило, вимагають свій унікальний нестандартний ключ.
На пострадянському просторі механічні властивості болтів, кріпильних гвинтів і шпильок із вуглецевих нелегованих і легованих сталей згідно з ГОСТом 1759.4-87 (ISO 898/1-78) за нормальних умов характеризують 11 класів міцності: 3.6; 4.6; 4.8; 5.6; 5.8; 6.6; 6.8; 8.8; 9.8; 10.9; 12.9. Перше число, помножене на 100, визначає номінальний тимчасовий опір в Н/мм², друге число (відокремлене крапкою від першого), помножене на 10, — відношення границі пружності до тимчасового опору у відсотках. Зведення чисел, помножене на 10, визначає номінальну границю пружності в Н/мм². Найпоширеніші гвинти та болти з класом міцності 8.8 (нормальної міцності).
Механічні властивості болтів, кріпильних гвинтів і шпильок із вуглецевих і легованих сталей згідно ДСТУ ISO 898-1:2015 характеризують 9 класів міцності: 4.6; 4.8; 5.6; 5.8; 6.8; 8.8; 9.8; 10.9; 12.9. Перше число, помножене на 100, визначає номінальний тимчасовий опір в Н/мм².
З'єднання деталей за допомогою гвинта і гайки називаються болтовими, а призначені для них гвинти, відповідно, болтами. Болти, як правило, мають шестигранну головку «під ключ».

### Установчі (стопорні) гвинти

Установчі (стопорні) гвинти з циліндричним і конічним кінцями

Установчі гвинти використовують для фіксування розташування деталей відносно одна до одної. Для цього на кінцях мають різні виступи або заглиблення для кращої фіксації деталей. За необхідності в деталях можуть робитися спеціальні отвори під кінці гвинтів.
Механічні властивості установчих гвинтів з вуглецевої або легованої сталі та подібних нарізевих кріпильних виробів, які не працюють на розтяг згідно з ДСТУ ISO 898-5:2005. Характеризують 4 класи міцності: 14Н; 22Н; 33Н; 45Н.
- Приклади кінців установчих гвинтів, по ГОСТ 12414-94 «Кінці болтів, гвинтів і шпильок. Розміри» (ISO 4753:1999):
  - конічний кінець;
  - плаский кінець;
  - циліндричний кінець;
  - засвердлений кінець;
  - ступінчастий кінець;
  - ступінчастий кінець зі сферою;
  - ступінчастий кінець з конусом;
- за іншими стандартами:
  - рифлений кінець;
  - кульковий кінець;
  - симетричні настановні гвинти зі шліцами з обох сторін: застосовуються при автоматичному збиранні.

У маркшейдерських приладах гвинт — металевий стрижень зі спіральною наріззю й голівкою для обертання навколо осі.

## Гвинт мікрометричний
Гвинт мікрометричний має точне виготовлення нарізі з малим кроком, застосовується у вимірювальних машинах, приладах і інструментах (наприклад, в мікрометрі — універсальному приладі, для вимірів лінійних розмірів контактним методом з високою точністю (до 1 мкм), перетворювальним механізмом якого є високоточна пара гвинт — гайка);

## Елементи гвинта
Трьома основними елементами гвинта є:
- Циліндричний стрижень — частина гвинта, що безпосередньо входить в отвір або вкручуються в матеріал. Стрижень частково або повністю покритий наріззю.
- Голівка — частина гвинта, що служить для передачі на нього крутного моменту. Має лиски під гайковий ключ або шліц для викрутки. Форми голівки і шліца можуть бути дуже різноманітні.
- Підголовник — необов'язкова частина гвинта, що безпосередньо примикає до голівки і служить для центрування гвинта або запобігання його провертання. Може мати циліндричний, овальний, квадратний перетин.

### Форми головок

Форми головок гвинтів: a - плоска b - опукла
с - кругла d - грибоподібна e - потайна
f - напівпотайна

Залежно від призначення розрізняють такі основні форми головок:
- пласка;
- опукла;
- кругла — зазвичай, в декоративних цілях;[15]
- грибоподібна — низька головка сферичної форми;
- потайна[16]: конічна головка з пласкою зовнішньою поверхнею, призначена для втоплювання в матеріал врівень, широко використовується для шурупів;
- напівпотайна: нижня частина — як у потайної, але верх — не плоский, а закруглений.[17]

Деякі види гвинтів виготовляються з головкою, яка ламається при застосуванні достатнього зусилля, щоб запобігти вилученню після установки, часто для запобігання несанкціонованого доступу.

### Видишліців
| Прямий (плоский) шліц                 | Хрестоподібний шліц Філіпс (PH) | Хрестоподібний шліц Pozidriv/SupaDriv (PZ) | Квадратна голівка                   |
| Шліц Робертсона                       | Шестигранна голівка             | Шестигранний шліц                          | Захищений шестигранник (pin-in-hex) |
| Шліц типу Torx (T, TX)                | Захищений Torx (TR)             | Шліц Tri-Wing                              | Шліц Torq-set                       |
| Голівка під вилковий ключ (Snake-eye) | Шліц Triple square XZN          | Шліц Polydrive                             | Шліц One-way                        |
| Зіркоподібний 12-гранник              | Зіркоподібний восьмигранник     | Бристольский шліц                          | Шліц Pentalobe                      |

## Інструменти
Ручний інструмент, який використовується для закручування більшості гвинтів, називається викруткою. Електричний інструмент, який виконує ту саму роботу, називається електричною викруткою; також можна використовувати електричні дрилі з насадками для закручування гвинтів. У випадках, коли міцність гвинтового з'єднання має вирішальне значення, використовуються викрутки з вимірюванням і обмеженням крутного моменту, щоб забезпечити достатню, але не надмірну силу, що розвивається гвинтом.
Сучасні гвинти мають найрізноманітніші типи шліців, для кожного з яких потрібен свій інструмент для закручування або витягання. Деякі типи шліців призначені для автоматичного складання в масовому виробництві таких виробів, як автомобілі. Більш екзотичні типи приводів гвинтів можуть використовуватися в ситуаціях, коли небажане втручання, наприклад, в електронних приладах, які не повинні обслуговуватися користувачем.

## Нормативні документи
- ДСТУ ГОСТ 21331:2008 Винты с накатанной высокой головкой. Конструкция и размеры (ГОСТ 21331-75, IDT).
- ДСТУ ГОСТ 21332:2008 Винты с накатанной низкой головкой. Конструкция и размеры (ГОСТ 21332-75, IDT).
- ДСТУ ГОСТ 21333:2008 Винты с накатанной низкой головкой и коническим концом. Конструкция и размеры (ГОСТ 21333-75, IDT).
- ДСТУ ГОСТ 21334:2008 Винты с накатанной низкой головкой и ступенчатым концом. Конструкция и размеры (ГОСТ 21334-75, IDT).
- ДСТУ ГОСТ 21335:2008 Винты с накатанной низкой головкой и засверленным концом. Конструкция и размеры (ГОСТ 21335-75, IDT).
- ДСТУ ГОСТ 21336:2008 Винты с накатанной низкой головкой и закругленным концом. Конструкция и размеры (ГОСТ 21336-75, IDT).
- ДСТУ ГОСТ 21337:2008 Винты с накатанной низкой головкой и цилиндрическим концом. Конструкция и размеры (ГОСТ 21337-75, IDT).
- ДСТУ ГОСТ 24669:2008 Шлицы прямые для винтов и шурупов. Размеры (ГОСТ 24669-81, IDT).
- ДСТУ EN ISO 7380-1:2018 Гвинти з напівкруглою головкою. Частина 1. Гвинти з напівкруглою головкою і шестигранним заглибленням під ключ (EN ISO 7380-1:2011, IDT; ISO 7380-1:2011, IDT).
- ДСТУ EN ISO 7380-2:2018 Гвинти з напівкруглою головкою. Частина 2. Гвинти з напівкруглою головкою, шестигранним заглибленням під ключ і циліндричним буртом (EN ISO 7380-2:2011, IDT; ISO 7380-2:2011, IDT).
- ДСТУ ISO 1207:2009 Ґвинти з циліндричною головкою та прямим шліцом. Клас точності А. Технічні вимоги (ISO 1207:1992, IDT).
- ДСТУ ISO 7379:2018 Гвинти з шестигранною головкою (ISO 7379:1983, IDT).
- ДСТУ ISO 1580:2007 Ґвинти з циліндричною округлою головкою та прямим шліцом. Клас точності А. Технічні умови (ISO 1580:1994, IDT).
- ДСТУ ISO 2009:2008 Ґвинти з потайною головкою звичайного виду та прямим шліцем. Клас точності А. Технічні умови (ISO 2009:1994, IDT).
- ДСТУ ISO 2010:2007 Ґвинти з напівпотайною головкою загального виду та прямим шліцом. Клас точності А. Технічні умови (ISO 2010:1994, IDT).
- ДСТУ ISO 2342:2009 Ґвинти потайні стопорні з прямим шліцом і хвостовиком. Технічні вимоги (ISO 2342:2003, IDT).
- ДСТУ ISO 4017-2001 Ґвинти з шестигранною головкою. Класи точності А і В. Технічні умови (ISO 4017:1999, IDT).
- ДСТУ ISO 4018:2009 Ґвинти з шестигранною головкою. Клас точності С. Технічні вимоги (ISO 4018:1999, IDT).
- ДСТУ ISO 4762:2006 Ґвинти з циліндричною головкою та шестигранною заглибиною «під ключ». Технічні умови (ISO 4762:2004, IDT).
- ДСТУ ISO 7045:2006 Ґвинти з циліндричною головкою і хрестоподібним шліцем типу H або Z. Клас точності А. Технічні вимоги (ISO 7045:1994, IDT).
- ДСТУ ISO 7046-1:2006 Ґвинти з пласкою потайною головкою (звичайного вигляду) і хрестоподібним шліцом типу Н або Z. Клас точності А. Частина 1. Ґвинти сталеві класу міцності 4.8. Технічні вимоги (ISO 7046-1:1994, IDT).
- ДСТУ ISO 7046-2:2006 Ґвинти з пласкою потайною головкою (звичайного вигляду) і хрестоподібним шліцом. Клас точності А. Частина 2. Ґвинти з нержавкої сталі та кольорових металів класу міцності 8.8. Технічні вимоги (ISO 7046-2:1990, IDT).
- ДСТУ ISO 7047:2007 Ґвинти з напівпотайною головкою (загального виду) та хрестоподібним шліцом типу H або Z. Клас точності А. Технічні умови (ISO 7047:1994, IDT).
- ДСТУ ISO 7048:2007 Ґвинти з циліндричною головкою та хрестоподібним шліцом. Технічні умови (ISO 7048:1998, IDT).
- ДСТУ ISO 8676:2009 Ґвинти з шестигранною головкою з метричною наріззю та дрібним кроком. Класи точності А і В. Технічні вимоги (ISO 8676:1999, IDT).
- ДСТУ ISO 10642:2006 Ґвинти з потайною головкою та шестигранним заглибленням «під ключ». Технічні умови (ISO 10642:2004, IDT).

самонарізувальні:
- ДСТУ ISO 1479:2008 Ґвинти самонарізувальні з шестигранною головкою. Технічні умови (ISO 1479:1983, IDT).
- ДСТУ ISO 1481:2007 Ґвинти самонарізувальні з циліндричною округлою головкою та прямим шліцом. Технічні умови (ISO 1481:1983, IDT).
- ДСТУ ISO 1482:2007 Ґвинти самонарізувальні з потайною головкою загального виду та прямим шліцом. Технічні умови (ISO 1482:1983, IDT).
- ДСТУ ISO 1483:2007 Ґвинти самонарізувальні з напівпотайною головкою загального виду та прямим шліцем. Технічні умов (ISO 1483:1983, IDT).
- ДСТУ ISO 7049:2007 Ґвинти самонарізувальні з циліндричною скругленою головкою і хрестоподібним шліцом. Технічні умови (ISO 7049:1983, IDT).
- ДСТУ ISO 7050:2007 Ґвинти самонарізувальні з потайною головкою (загального виду) та хрестоподібним шліцом. Технічні умови (ISO 7050:1983, IDT).
- ДСТУ ISO 7051:2007 Ґвинти самонарізувальні з напівпотайною головкою та хрестоподібним шліцом. Технічні умови (ISO 7051:1983, IDT).
- ДСТУ ISO 7053:2007 Ґвинти самонарізувальні з шестигранною головкою та буртом. Технічні вимоги (ISO 7053:1992, IDT).
- ДСТУ ISO 10509:2009 Ґвинти з шестигранною головкою зі скошеним буртом самонарізувальні. Технічні вимоги (ISO 10509:1992, IDT).

самосвердлувальні самонарізувальні:
- ДСТУ ISO 15480:2007 Ґвинти самосвердлувальні самонарізувальні з шестигранною головкою з буртом. Технічні умови (ISO 15480:1999, IDT).
- ДСТУ ISO 15481:2007 Ґвинти самосвердлувальні самонарізувальні з циліндричною скругленою головкою та хрестоподібним шліцом. Технічні умови (ISO 15481:1999, IDT).
- ДСТУ ISO 15482:2007 Ґвинти самосвердлувальні самонарізувальні з потайною головкою та хрестоподібним шліцом. Технічні умови (ISO 15482:1999, IDT).
- ДСТУ ISO 15483:2007 Ґвинти самосвердлувальні самонарізувальні з напівпотайною головкою та хрестоподібним шліцом. Технічні умови (ISO 15483:1999, IDT).

установчі:
- ГОСТ 1476-93 (ИСО 7434-83) Винты установочные с коническим концом и прямым шлицем классов точности А и В. Технические условия (ГОСТ 1476-93 (ИСО 7434-83), IDT).
- ГОСТ 1477-93 (ИСО 4766-84) Винты установочные с плоским концом и прямым шлицем классов точности А и В. Технические условия (ГОСТ 1477-93 (ИСО 4766-84), IDT).
- ГОСТ 1478-93 (ИСО 7435-83) Винты установочные с цилиндрическим концом и прямым шлицем классов точности А и В. Технические условия (ГОСТ 1478-93 (ИСО 7435-83), IDT).
- ГОСТ 1479-93 (ИСО 7436-83) Винты установочные с засверленным концом и прямым шлицем классов точности А и В. Технические условия (ГОСТ 1479-93 (ИСО 7436-83), IDT).
- ГОСТ 8878-93 (ИСО 4027-77) Винты установочные с коническим концом и шестигранным углублением «под ключ» классов точности А и В. Технические условия (ГОСТ 8878-93 (ИСО 4027-77), IDT).
- ГОСТ 11074-93 (ИСО 4026-77) Винты установочные с плоским концом и шестигранным углублением «под ключ» классов точности А и В. Технические условия (ГОСТ 11074-93 (ИСО 4026-77), IDT).
- ГОСТ 11075-93 (ИСО 4028-77) Винты установочные с цилиндрическим концом и шестигранным углублением «под ключ» классов точности А и В. Технические условия (ГОСТ 11075-93 (ИСО 4028-77), IDT).
- ДСТУ ISO 4029:2015 (ISO 4029:2003, IDT) Установчий ґвинт із шестигранним заглибленням під ключ і засвердленим кінцем (ISO 4029:2003, IDT).